# آرامگاه امامزاده چهل دختر
بقعه امامزاده چهل دختر مربوط به اواخر دوره صفوی است و در شهرستان پاکدشت، بخش شریف‌آباد، روستای جمال آباد واقع شده و این اثر در تاریخ ۱ مهر ۱۳۸۲ با شمارهٔ ثبت ۱۰۳۱۱ به‌عنوان یکی از آثار ملی ایران به ثبت رسیده است.